# Romuald Janusz
Romuald Janusz (ur. 3 sierpnia 1968 w Rzeszowie) – polski żużlowiec.
Sport żużlowy uprawiał w latach 1985–1998, reprezentując barwy klubów: Stal Rzeszów (1985–1992), KKŻ Krosno (1995, 1998) oraz Wanda Kraków (1996).
Brązowy medalista młodzieżowych drużynowych mistrzostw Polski (Rzeszów 1989). Uczestnik finałów: młodzieżowych indywidualnych mistrzostw Polski (Zielona Góra 1988 – XIII miejsce), młodzieżowych mistrzostw Polski par klubowych (Rzeszów 1988 – V miejsce), indywidualnych mistrzostw Polski (Lublin 1990 – XIII miejsce), mistrzostw Polski par klubowych (Bydgoszcz 1991 – V miejsce), jak również turniejów o "Brązowy Kask" (Gorzów Wielkopolski 1987 – XI miejsce) i "Srebrny Kask" (Ostrów Wielkopolski 1988 – VIII miejsce).